# Katinka Lærke Petersen
Katinka Lærke Petersen (26. december 1991 i Rørvig) er  en  dansk  skuespillerinde. 
Petersen blev uddannet på Den Danske Scenekunstskole i Odense.
I 2023 deltog Petersen i sæson 20 af Vild med dans.
Hun dansede med den professionelle danser Mads Vad.

## Filmografi

### Film
| År   | Titel                | Rolle     | Noter |
| ---- | -------------------- | --------- | ----- |
| 2022 | Elsker dig for tiden | Stephanie |       |
| 2022 | Krysantemum          |           |       |
| 2023 | Bytte bytte baby     |           |       |

### TV-serier
| År   | Titel                   | Rolle       | Noter     |
| ---- | ----------------------- | ----------- | --------- |
| 2019 | Gidseltagningen II      | Ung betjent | Episode 8 |
| 2020 | Far                     | Kim         |           |
| 2020 | Når støvet har lagt sig | Ginger      |           |
| 2021 | Overleverne             | Simone      |           |